# Io sono Mia (film, 2019)
Ne doit pas être confondu avec Io sono mia (film, 1978).
Pour plus de détails, voir Fiche technique et Distribution.
Io sono Mia (littéralement en français : « Je suis Mia » mais aussi « Je suis mienne ») est un film dramatico-biographique italien réalisé par Riccardo Donna (it) et sorti en 2019.
Le film suit l'histoire artistique de Mia Martini et de son entourage, sa sœur Loredana, des managers qu'elle a connus, de ses dramatiques relations familiales.

## Synopsis
La film commence en 1989, dans la ville de Sanremo, avec un flashback remontant jusqu'en 1970. Quelques épisodes de son enfance — quand elle est frappée par son père parce qu'elle voulait chanter et ne pas étudier —, sa vie artistique et familiale, sont évoqués à l'occasion d'une interview accordée par l'artiste à un journaliste, quelques heures avant de chanter au festival de 1989.
En 1970, la chanteuse participe au festival avec la chanson Almeno tu nell'universo (« Au moins toi dans l'univers ») puis vient une période dramatique de calomnies lancée à la fin des années 1970 par un producteur avec lequel elle a refusé de travailler et qui accuse Mia de porter malchance. Mia connaît ensuite une histoire d'amour troublée avec le photographe milanais André (inspiré d'Ivano Fossati, qui ne voulait pas participer au film) dont elle est restée amoureuse pendant dix ans. Le film évoque aussi le personnage du fantasque Anthony qui s'inspire de Renato Zero qui, tout comme Fossati, ne voulait pas être mentionné.

## Fiche technique
- Titre original : Io sono Mia
- Réalisation : Riccardo Donna (it)
- Musique : Mattia Donna & La Femme Piège[3]
- Pays de production :  Italie
- Langue : italien
- Format : couleur
- Genre : drame
- Durée : 100 minutes
- Date de sortie :
  - Italie : 12 février 2019

## Distribution
- Serena Rossi : Mia Martini
- Maurizio Lastrico (it) : André
- Lucia Mascino : Sandra Neri
- Dajana Roncione (it) : Loredana Bertè
- Antonio Gerardi : Alberigo Crocetta (it)
- Nina Torresi (it) : Alba Calia
- Daniele Mariani : Anthony
- Francesca Turrini : manager de Mia
- Fabrizio Coniglio : Roberto Galanti
- Gioia Spaziani (it) : Maria Salvina Dato
- Duccio Camerini (it) : Giuseppe Radames Bertè
- Simone Gandolfo (it) : rédacteur-chef
- Corrado Invernizzi (it) : Charles Aznavour
- Edoardo Pesce : Franco Califano
- Mauro Serio (it) : médecin

## Prix
- Ruban d'argent spécial pour Serena Rossi[4].